# Кемеровска област
Кемеровска област (рус. Кемеровская область) је конститутивни субјект Руске Федерације са статусом области на јужном делу Сибирског федералног округа у азијском делу Русије.
Административни центар области је град Кемерово.

## Етимологија
Област носи име по административном центру, граду Кемерову. Град је основан 1701. године, а документи из тог времена указују да се место звало Комарово (рус. Комарово), а затим и Кеми(е)рова (рус. Кеми(е)рова).
Данас преовладавају теорије да је град, највероватније добио име по туркијској речи кемер, што значи „планинска литица, падина, обала”.

## Становништво
| 1989.     | 2002.     | 2010.     |
| --------- | --------- | --------- |
| 3,176,335 | 2,899,142 | 2,763,135 |